# Odăeni, Argeș
Odăeni este un sat în comuna Suseni din județul Argeș, Muntenia, România.